# Iglesia de Nuestra Señora de los Remedios (Iznalloz)
La iglesia de Nuestra Señora de los Remedios es una iglesia histórica situada en la localidad española de Iznalloz, Granada.

## Orígenes y evolución
Con el patrocinio de los Reyes Católicos, el arzobispado de Sevilla fundó el 15 de octubre de 1501 un total de ochenta y nueve iglesias en villas de reciente reconquista. Entre ellas estaba Iznalloz, que había sido tomada en 1485. Los Reyes Católicos cumplían así con el derecho que tenían los monarcas españoles desde el siglo XI, gracias a una bula papal, de patronato sobre las iglesias y capillas que levantaran en las zonas que conquistasen.
El 15 de octubre de 1501 es la fecha oficial de fundación de esta parroquia. La primera dotación de eclesiásticos para Iznalloz y las restantes Siete Villas que quedaron obligadas al sustento de Granada (Colomera, Montefrío, Íllora, Montejícar, Moclín y Guadahortuna) se produce en 1505; Iznalloz tiene por fin párroco veinte años después de su reconquista y cuatro después de su fundación como parroquia. A estos eclesiásticos se les exígia entonces que residieran dentro de la iglesia.
Pedro Guerrero, arzobispo de Granada en la segunda mitad del siglo XVI, cuyo escudo se encuentra por dos veces en la iglesia de Iznalloz, influyó decisivamente en el levantamiento del templo de la localidad así como de las del resto de las Siete Villas, otorgando a esta comarca el privilegio de administrar en la construcción de sus iglesias importantes fondos.
El mismo maestro de la catedral de Granada, Diego de Siloé, la trazo en 1549. Entre 1550 y 1558 el cantero Juan de Arredondo marca el perímetro y levanta la cabecera (capilla mayor y sacristía). Entre 1559 y 1571-73 se realizan los primeros tramos y el circuito exterior. Vienen entonces a Iznalloz el maestro Juan de Maeda (que trabaja, probablemente ayudado por su hijo Arsenio, entre 1566 y 1574 y el aparejador Alonso Hernández del Palacio, dos figuras de la generación puente del manierismo granadino. Pero las obras se detienen debido a la disposición arzobispal que limitaba los fondos de fábrica.
La construcción se reanudó en el siglo XVII, continuándose el recrecimiento de los muros hasta los pies, labrándose una de las portadas y levantándose la torre (terminada en 1616 según las trazas de Ambrosio de Vico). El maestro de obras fue Juan Cadenas de Riaño y también interviene, y continuaría a su muerte, Miguel Guerrero. De nuevo quedan interrumpidas las obras a falta de cerrar las bóvedas y partes altas de los dos tramos de los pies y su portada. Se trabajó de nuevo entre 1631 y 1668 (en que se realizó un chapitel para la torre —no el actual—, según traza de Juan Luis de Ortega, cubierto de losetas vidriadas, y el tejado). Los últimos intentos de acabar la iglesia datan de 1780 y de mediados del siglo XX, momento en que se cierra la parte no concluida, por entonces ajardinada, con una estructura de albañilería basta y una cubierta de uralita.
Más de un siglo después, el 8 de junio de 1626, dos cédulas reales informan del interés y preocupación del monarca Felipe IV por los dos edificios que mandaron construir los Reyes Católicos en Iznalloz (el hospital y la iglesia). En el caso de la iglesia, abierta sin concluir en 1616, resulta que su dotación (así como la de sus entonces tres anejos: Campotéjar, Domingo Pérez de Granada y Píñar) se emplea en otros gastos y en la fábrica de otras iglesias de otras comarcas (Alpujarra, Vega y Valle de Lecrín). El dean y cabildo de Granada manifiesta en dicha cédula que "en la Villa de Iznalloz [...] la iglesia [...] está por acabar, a cuya causa el pueblo que se junta los días de fiesta a oír Misa, los más de ellos se quedan sin oirla con gran desconsuelo". Esto demuestra que en Iznalloz había una importante comunidad devota (prácticamente todo el pueblo ).
El primer nombre de la iglesia fue San Sebastián en 1508. Posteriormente fue "María Santísima de los Ángeles" (al menos hasta finales del XIX). Finalmente, recogió el de la patrona, Nuestra Señora de los Remedios, que ya poseía la ermita. Al parecer, Iznalloz ha tenido diferentes patrones a lo largo de su historia. Así, San Sebastián y San Paulino precedieron a San Isidro.

## Vicaría
Administrativamente, en los siglos XVI y XVII, Iznalloz era cabeza de vicaría, y lo seguirá siendo en lo sucesivo. Iznalloz es la octava vicaría, con dos beneficios en ella y cuatro lugares, sus anejos: Píñar, Campotéjar, Domingo Pérez de Granada y Deifontes. El párroco de Iznalloz ha sido hasta hace pocos años arzipreste de la comarca de Los Montes, dando durante muchos años Iznalloz su nombre al del propio arciprestazgo.

## Descripción
Es exponente de la proyectiva siloesca y del renacentismo hispano, con algunos resabios gotizantes y reminiscencias corintias, platerescas y mudéjares.
La iglesia ocupa una superficie de 865 metros cuadrados, (37,20 x 23,25 m). Consta de tres navas de a cuatro tramos desiguales con capillas a los lados, siendo la mayor semioctogonal. Tiene dos sacristías colaterales y una torre adherida al norte. Solamente se llegó a cubrir la mitad de su cabecera. En la parte no cubierta están sus portadas (fechadas en 1612 y 1631).

## Catalogación
Fue declarada Monumento Histórico-Artístico el 12 de junio de 1973.